# Lauro
Lauro község (comune) Olaszország Campania régiójában, Avellino megyében.

## Fekvése
A megye nyugati részén fekszik. Határai: Carbonara di Nola, Domicella, Moschiano, Pago del Vallo di Lauro, Palma Campania, Quindici és Taurano. A település az avellinói dombvidék és a Nolai-síkság határán fekszik.

## Története
A település elődjét az ókorban az ausonok alapították. Első említése a normann időkből származik. A következő századokban nemesi birtok volt. A 19. században nyerte el önállóságát, amikor a Nápolyi Királyságban felszámolták a feudalizmust.

## Népessége
A népesség számának alakulása:

## Főbb látnivalói
- Villa Pandola San Felice
- a 10. században épített Lancelotti-vár, amely napjainkban is a névadó család tulajdona
- a 17. századi Santa Maria del Carmine-templom
- az 1383-ban alapított laurói apátság